# EP2
„EP2” este al doilea EP a artistei britanice FKA twigs, lansat pe data de 17 septembrie 2013 de casa de discuri Young Turks. Piesa „Water Me” a fost lansată ca un single promoțional în 2013. Există 3 versiuni diferite ale copertei. Prima arată clar colierul lui twigs, în al doilea în cazul în care este neclară, și al treilea în care a fost șters.

## Videoclipurile
EP2 are un videoclip pentru fiecare piesa care apare pe EP. Videoclipurile muzicale au fost lansate între mai și septembrie 2013.

### How's That
„How's That” este primul videoclip lansat din EP2. Videoclipul a fost lansat pe data de 3 mai 2013. Acesta descrie un corp generat de calculator care se spulberă în aer subțire. Grafica a fost realizată de Jesse Kanda.

### Papi Pacify
„Papi Pacify” este al treilea videoclip din EP2 lansat la data de 13 septembrie 2013. În videoclip apar FKA twigs și un bărbat necunoscut în diferite ipostaze. Videoclipul a fost regizat de Tom Beard și FKA twigs. Acesta a fost editat de Ben Crook si produs de Cherise Payne. Montajul a fost realizat de Katie Swan. Machiajul a fost făcut de către Bea Sweet, părul a fost făcut de către Lok Lau, manichiura de către Michelle Humphrey, iar de designul vestimentar s-a ocupat Jean Paul Paula.

### Water Me
„Water Me” este al doilea videoclip lansat din EP2. Videoclipul a fost lansat pe data de 1 august 2013. Acesta începe cu fața lui FKA twigs în prim-plan, mișcându-și frenetic capul din stânga în dreapta. Ea începe să plângă, ceea ce face ca ochii ei să crească mai mari. Videoclipul a fost viral, ajungând la peste zece milioane de vizualizari pe YouTube. A fost regizat de Jesse Kanda și FKA twigs. Producătorul executiv a fost Juliette Larthe, și șeful de producție a fost Margo Marte, amândouă din Prettybird. Producătorul a fost Shimmy. Cineast a fost Sy Turnbull. Stilistul a fost Jean Paul Paula, iar machiajul a fost realizat de Bea Sweet.

### Ultraviolet
„Ultraviolet” este al patrulea și ultimul videoclip lansat din EP2. Videoclipul a fost lansat pe data de 20 septembrie 2013. Deși este considerat videoclip, în cadrul acestuia apare doar o imagine a unui caleidoscop din gura lui FKA twigs.

## Lista pieselor
Toate melodiile sunt scrise și compuse de FKA twigs și Arca. 
| Nr. | Titlu         | Lungime |  |
| 1.  | „How's That”  | 3:34    |  |
| 2.  | „Papi Pacify” | 4:54    |  |
| 3.  | „Water Me”    | 3:25    |  |
| 4.  | „Ultraviolet” | 3:07    |  |

## Clasamente
| Clasament (2011)                                     | Poziție maximă |
| ---------------------------------------------------- | -------------- |
| Statele Unite ale Americii (Top Heatseekers)         | 13             |
| Statele Unite ale Americii (Dance/Electronic Albums) | 5              |

## Datele lansărilor
| Țară                       | Dată               | Format(uri)                   | Casă de discuri | Ref.          |
| -------------------------- | ------------------ | ----------------------------- | --------------- | ------------- |
| Regatul Unit               | 17 septembrie 2013 | 12" vinyl descărcare digitală | Young Turks     | [ 19 ] [ 20 ] |
| Statele Unite ale Americii | 17 septembrie 2013 | Descărcare digitală           | Young Turks     | [ 21 ]        |
| Statele Unite ale Americii | 19 mai 2014        | 12" vinyl                     | XL              | [ 22 ]        |